# 貝托達諾灣
貝托達諾灣（西班牙語：Bahía López de Bertodano），是南極洲的海灣，位於葛拉漢地，處於博德曼角和威曼角之間的西摩島北岸，在1957年被繪入阿根廷地圖，現時由南極條約體系管理。